# Homer S. Ferguson
Homer S. Ferguson (Harrison City, 1889. február 25. – Grosse Pointe, 1982. december 17.) az Amerikai Egyesült Államok szenátora (Michigan, 1943–1955).